# Patrick Eaves
Patrick Eaves (* 1. května 1984, Calgary, Alberta, Kanada) je bývalý americký hokejový útočník naposledy hrající v týmu Anaheim Ducks severoamerické NHL.

## Kariéra v NHL
Draftován byl v roce 2003 týmem Ottawa Senators v 1. kole draftu. V roce 2005 dostal poprvé příležitost v NHL a v 58 zápasech zaznamenal 29 bodů.V Další sezóně už za Senators nastupoval pravidelně a v 73 zápasech nasbíral 32 bodů. V roce 2007 byl vyměněn do Caroliny Hurricanes, kde se z něj stal spíše defenzivní typ útočníka. V roce 2009 se jako volný hráč upsal Detroitu Red Wings, kde se mu začalo dařit. Sbíral body a zároveň dobře bránil a chodil na oslabení. Trvale hrál ve 3. útočné řadě Red Wings. V roce 2011 si zlomil čelist a vynechal celý zbytek ročníku. Dne 5. března 2014, při posledním přestupovém dnu NHL byl společně s Callem Järnkrokou vyměněn do týmu Nashville Predators za Davida Legwanda. Po sezoně 2018/19 ukončil aktivní sportovní kariéru.

## Reprezentační kariéra
Eaves téměř vždy hrál playoff NHL a zatím se mu nenaskytla příležitost reprezentovat USA. Hrál jen na juniorském mistrovství světa v Helsinkách v roce 2004, ze kterého si odvezl zlatou medaili.

## Prvenství
- Debut v NHL – 11. října 2005 (Montreal Canadiens proti Ottawa Senators)
- První asistence v NHL – 15. října 2005 (Ottawa Senators proti Boston Bruins)
- První gól v NHL – 24. října 2005 (Carolina Hurricanes proti Ottawa Senators, švýcarskému brankáři Martin Gerber)
- První hattrick v NHL – 29. prosince 2010 (Dallas Stars proti Detroit Red Wings)

## Klubové statistiky
| Sezóna       | Klub                  | Soutěž       |     | Základní část | Základní část | Základní část | Základní část | Základní část |    | Play off | Play off | Play off | Play off | Play off |
| Sezóna       | Klub                  | Soutěž       | Z   | G             | A             | B             | TM            | Z             | G  | A        | B        | TM       |          |          |
| 1999–00      | Shattuck–Saint Mary's | HSMN         | 50  | 23            | 24            | 47            | —             | —             | —  | —        | —        | —        |          |          |
| 2000–01      | USNTDP 18             | USDP         | 13  | 7             | 8             | 15            | —             | —             | —  | —        | —        | —        |          |          |
| 2000–01      | USNTDP 18             | NAHL         | 34  | 12            | 11            | 23            | 75            | —             | —  | —        | —        | —        |          |          |
| 2001–02      | USNTDP 18             | USDP         | 32  | 19            | 21            | 40            | 87            | —             | —  | —        | —        | —        |          |          |
| 2001–02      | USNTDP Juniors        | USHL         | 9   | 1             | 4             | 5             | 18            | —             | —  | —        | —        | —        |          |          |
| 2001–02      | USNTDP 18             | NAHL         | 8   | 5             | 3             | 8             | 37            | —             | —  | —        | —        | —        |          |          |
| 2002–03      | Boston College        | HE           | 14  | 10            | 8             | 18            | 61            | —             | —  | —        | —        | —        |          |          |
| 2003–04      | Boston College        | HE           | 34  | 18            | 23            | 41            | 66            | —             | —  | —        | —        | —        |          |          |
| 2004–05      | Boston College        | HE           | 36  | 19            | 29            | 48            | 36            | —             | —  | —        | —        | —        |          |          |
| 2005–06      | Binghamton Senators   | AHL          | 18  | 5             | 8             | 13            | 10            | —             | —  | —        | —        | —        |          |          |
| 2005–06      | Ottawa Senators       | NHL          | 58  | 20            | 9             | 29            | 22            | 10            | 1  | 0        | 1        | 10       |          |          |
| 2006–07      | Ottawa Senators       | NHL          | 73  | 14            | 18            | 32            | 36            | 7             | 0  | 2        | 2        | 2        |          |          |
| 2007–08      | Ottawa Senators       | NHL          | 26  | 4             | 6             | 10            | 6             | —             | —  | —        | —        | —        |          |          |
| 2007–08      | Carolina Hurricanes   | NHL          | 11  | 1             | 4             | 5             | 4             | —             | —  | —        | —        | —        |          |          |
| 2008–09      | Carolina Hurricanes   | NHL          | 74  | 6             | 8             | 14            | 31            | 18            | 1  | 2        | 3        | 13       |          |          |
| 2009–10      | Detroit Red Wings     | NHL          | 65  | 12            | 10            | 22            | 26            | 8             | 0  | 0        | 0        | 2        |          |          |
| 2010–11      | Detroit Red Wings     | NHL          | 63  | 13            | 7             | 20            | 14            | 11            | 3  | 1        | 4        | 6        |          |          |
| 2011–12      | Detroit Red Wings     | NHL          | 10  | 0             | 1             | 1             | 2             | —             | —  | —        | —        | —        |          |          |
| 2012–13      | Detroit Red Wings     | NHL          | 34  | 2             | 6             | 8             | 4             | 13            | 1  | 2        | 3        | 4        |          |          |
| 2013–14      | Detroit Red Wings     | NHL          | 25  | 2             | 3             | 5             | 2             | —             | —  | —        | —        | —        |          |          |
| 2013–14      | Grand Rapids Griffins | AHL          | 8   | 4             | 2             | 6             | 8             | —             | —  | —        | —        | —        |          |          |
| 2013–14      | Nashville Predators   | NHL          | 5   | 0             | 0             | 0             | 0             | —             | —  | —        | —        | —        |          |          |
| 2014–15      | Dallas Stars          | NHL          | 47  | 14            | 13            | 27            | 8             | —             | —  | —        | —        | —        |          |          |
| 2015–16      | Dallas Stars          | NHL          | 54  | 11            | 6             | 17            | 27            | 9             | 3  | 3        | 6        | 2        |          |          |
| 2016–17      | Dallas Stars          | NHL          | 59  | 21            | 16            | 37            | 16            | —             | —  | —        | —        | —        |          |          |
| 2016–17      | Anaheim Ducks         | NHL          | 20  | 11            | 3             | 14            | 8             | 7             | 2  | 2        | 4        | 6        |          |          |
| 2017–18      | Anaheim Ducks         | NHL          | 2   | 1             | 0             | 1             | 0             | —             | —  | —        | —        | —        |          |          |
| 2018–19      | Anaheim Ducks         | NHL          | 7   | 0             | 0             | 0             | 4             | —             | —  | —        | —        | —        |          |          |
| 2018–19      | San Diego Gulls       | AHL          | 7   | 0             | 2             | 2             | 0             | —             | —  | —        | —        | —        |          |          |
| Celkem v NHL | Celkem v NHL          | Celkem v NHL | 633 | 132           | 110           | 242           | 210           | 83            | 11 | 12       | 23       | 45       |          |          |

## Reprezentace
| Rok                       | Tým                       | Soutěž                    | Z  | G | A  | B  | TM |
| ------------------------- | ------------------------- | ------------------------- | -- | - | -- | -- | -- |
| 2002                      | USA 18                    | MS-18                     | 8  | 4 | 8  | 12 | 45 |
| 2004                      | USA 20                    | MSJ                       | 6  | 1 | 5  | 6  | 8  |
| Juniorská kariéra celkově | Juniorská kariéra celkově | Juniorská kariéra celkově | 14 | 5 | 13 | 18 | 53 |